# 훙치허 전투
훙치허 전투(紅旗河 戰鬪)는 1940년 3월 25일 김일성의 동북항일연군 부대가 허룽현 훙치허에 주둔중이던 일본 제국의 마에다 부대와 벌인 전투다.

## 개요
김일성 지휘 하의 동북항일연군 부대가 함경도 무산 근처까지 진격하였다. 이에 관동군 토벌사령부 관하의 마에다 부대를 비롯한 특수부대가 훙치허까지 추격하자, 이를 동북항일연군이 기습하여 55 명을 살상하고 30여명을 포로로 잡고 경기관총 6정, 소총 100여 정, 권총 30여 정, 무전기 1대, 총탄 수만 발을 노획하는 승리를 거두었다.

## 발단과 전개
마에다 다키이치는 만주에서 경찰서 서장으로 있다가 김일성 토벌부대에 참여했다. 그는 평소 '김일성의 목은 내가 벤다'라고 말했다.  김일성 부대가 허룽현 홍치허의 일본인 목재소를 습격하여 쌀을 탈취해갔다는 신고를 받고 마에다가 이끄는 경찰부대가 출동하자 김일성은 악착같이 추격하는 마에다 부대를 자신들에게 유리한 지형으로 유인하여 매복소멸시킬 작전을 세웠다. 김일성의 계략에 말여든 마에다부대는 스스로 사지로 들어섰고 마에다 부대가 매복권에 완전히 들어서자 일제 사격을 가하여 140여명 중 55~120명이 전사했다.

## 영향
마에다 부대가 전멸한 장소에는 1년 뒤 일본에 의해 현충비가 세워졌는데, 그 비문에는 '한 조선계 대원이 마지막까지 천황 폐하 만세를 높이 받들어 외치며 태연 침착하게 죽음을 받아들였다"라고 새겨졌다. 이 전투로 인해 일제의 독립운동 탄압은 극에 달했다. 또한 김일성의 부대를 주요 목표로 삼았고, 3개월 뒤인 1940년 7월에는 최소 340명 이상의 규모로 확대되었다. 이후 김일성은 ‘소부대’작전을 수행할 수밖에 없었고, 1940년 10월 김일성은 부대를 소그룹으로 나누어 국경을 건넜고 훈춘을 떠나 10월 23일 소련으로 갔다.

## 같이 보기
- 김일성
- 보천보 전투
- 한국의 독립운동